# Plinia brachybotrya
Plinia brachybotrya är en myrtenväxtart som först beskrevs av Carlos Maria Diego Enrique Legrand, och fick sitt nu gällande namn av Marcos Sobral. Plinia brachybotrya ingår i släktet Plinia och familjen myrtenväxter. Inga underarter finns listade i Catalogue of Life.